# Péter Halász
Pour les articles homonymes, voir Halász.
Dans le nom hongrois Halász Péter, le nom de famille précède le prénom, mais cet article utilise l’ordre habituel en français Péter Halász, où le prénom précède le nom.
Péter Halász, né le 20 août 1943 à Budapest et mort le 9 mars 2006 à New York, est un acteur et réalisateur d'Avant-garde hongrois. Il est célèbre pour avoir fondé le Lakásszínház dans la capitale hongroise, devenu en 1976 le Squat Theatre après son émigration aux États-Unis.